# Kitaakita

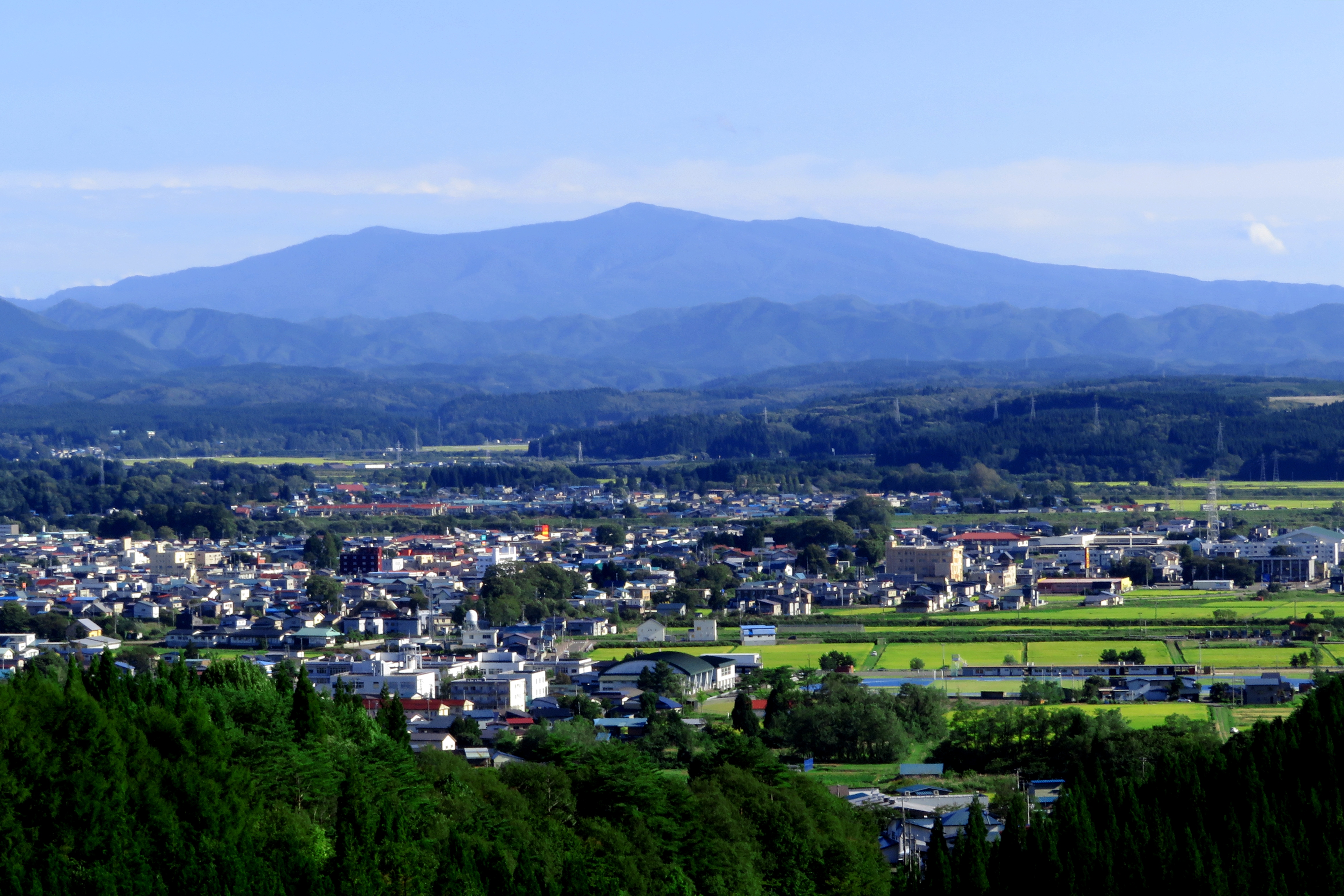
Kitaakita, 2018.

Kitaakita (北秋田市, Kitaakita-shi) är en japansk stad i Akita prefektur på den norra delen av ön Honshu. Kitaakita bildades 22 mars 2005 genom en sammanslagning av de fyra kommunerna Aikawa, Ani, Moriyoshi och Takanosu. 